# Claudio Echeverri
Pour les articles homonymes, voir Echeverri.
Claudio Echeverri, né le 2 janvier 2006 à Resistencia en Argentine, est un footballeur argentin qui évolue au poste de milieu offensif à  Manchester City.

## Biographie

### Carrière en club

#### Jeunesse
Né à Resistencia dans la province du Chaco en Argentine, Claudio Echeverri commence sa formation au Deportivo Luján.
Grand supporter de River Plate, sa maison ressemblant à un musée avec une collection de tous les produits dérivés du club, il rejoint les Millonarios à 10 ans en 2016,, où il est très tôt identifié comme une des plus grands espoirs du club,,. En 2017 lors d'un tournoi pour enfants à Venise, il est l'un des joueurs les plus impressionnants, marquant neuf fois en six matches pour River Plate, avec notamment un triplé face à la Juventus.

#### Débuts professionnels à River Plate
Le 28 décembre 2022, il signe son premier contrat professionnel avec River Plate, assorti d'une clause libératoire de 25 millions de dollars.
Après plusieurs matchs sur le banc à partir du 30 mai 2023, il fait ses débuts professionnels en championnat d'Argentine, jouant son premier match avec l'équipe première du club le 23 juin 2023 à seulement 17 ans, 5 mois et 20 jour,. Ce jour-là face à l'Instituto, il remplace Nacho Fernández et fait une passe décisive lors de la victoire 3-1. En juillet 2023 il remporte le titre de champion d'Argentine.
Fin 2023, interrogé sur le club où il voudrait évoluer, Echeverri s'exprime : « À part River, je dirais Barcelone. Je suis un grand fan de Lionel Messi et je regardais ses matches au Barça quand j'étais petit ».
En fin d'année 2023, l'entraîneur Martín Demichelis justifie le faible temps de jeu offert à Echeverri pour sa première saison professionnelle (155 minutes sur l'année, une titularisation) : « Personne ne doute de ses grosses qualités techniques. Mais d'un point de vue physique, c'est encore difficile »,.
Après la victoire en Supercoupe d'Argentine face à Rosario Central le 23 décembre 2023, son premier match en tant que titulaire, il surprend les observateurs avec ses déclarations : « je ne vais pas renouveler (mon contrat), je continuerai encore six mois ou un an et ensuite on verra ce qui se passe », il sous entend aussi être mécontent du peu de temps de jeu qui lui a été accordé lors de la saison. Il fait alors face à la colère des supporters de River Plate qui le qualifie d'ingrat.
En janvier 2024, plusieurs médias annoncent la signature d'Echeverri à Manchester City. Le transfert est officialisé par le club anglais le 25 janvier. Le joueur signe jusqu'en 2028. L'accord prévoit le prêt d'Echeverri à son club formateur pour l'année 2024 avant de rejoindre l'Angleterre au début 2025,. Le transfert est estimé à 29 millions d’euros , soit le deuxième plus important de l’histoire du championnat argentin derrière celui d’Enzo Fernández (44 millions d’euros à sa signature à Benfica).
Il joue son premier superclásico le 25 février 2024 au Monumental (1-1) à 18 ans.
Le 13 mars 2024, il remporte la Supercoupe d'Argentine face à Estudiantes en rentrant en jeu à la 66e minutes. Puis la semaine suivante il inscrit son premier but avec River Plate face à Gimnasia. Le 21 avril 2024, il affronte une nouvelle fois Boca Juniors en quart de finale de Coupe de la Ligue à Córdoba mais s'incline (3-2). Toutefois, sa titularisation lors de ce match rapporte 500 000€ à son club, un bonus négocié lors de sa vente à Manchester City.

#### Manchester City
En décembre 2024, il fait ses adieux à River Plater et annonce son arrivée dans l'effectif des citizens à partir de janvier 2025.
Alors qu'il n'a juste là jamais figuré sur une feuille de match lors de cette deuxième partie de saison, il rentre en jeu pour la première fois sous son nouveau maillot le 17 mai 2025 lors de la finale de la FA Cup face à Crystal Palace, à la place d'Omar Marmoush à la 76e minute. Son équipe s'incline (1-0) mais il parvient à se créer plusieurs occasions. Son entraîneur, Pep Guardiola, explique alors cette étonnante décision : « Ce n'était pas une mauvaise décision de le faire entrer vu la façon dont il a joué et les occasions qu'il a eues. ».
Le 25 mai 2025, il a fait ses débuts officiels en Premier League face à Fulham lors de la 38e journée, entrant en jeu à la 85e minute.

### Carrière en sélection

#### Moins de 17 ans
En mars 2022, Claudio Echeverri est convoqué pour la première fois avec l'équipe d'Argentine des moins de 17 ans,. sous les ordres de Diego Placente, il prend part au Championnat sud-américain des moins de 17 ans en 2023, où l'Argentine termine troisième,,.
Il est ensuite de nouveau convoqué avec l'équipe des moins de 17 ans pour participer à la Coupe du monde des moins de 17 ans qui a lieu en novembre 2023,. En quart de finale, l'Argentine élimine le Brésil (3-0) grâce à un triplé d'Echeverri. L'Argentine s'incline ensuite en demi-finale face au futur vainqueur l'Allemagne après un match nul 3-3 et une défaite aux tirs au but,. Il remporte le soulier de bronze de la compétition avec 5 buts marqués.

#### Équipe d'Argentine olympique
Le 9 janvier 2023, quelques jours après ses 18 ans, il est convoqué par Javier Mascherano en équipe d'Argentine olympique pour disputer le tournoi pré-olympique au Venezuela pour remplacer Pedro de la Vega victime d'une grave blessure. Alors en stage de pré-saison aux États-Unis avec River Plate, il est autorisé à rejoindre le groupe,. L'équipe argentine termine deuxième de la compétition et se qualifie pour les Jeux olympiques 2024.
Il fait partie des 18 joueurs retenus pour disputer le tournoi de football des Jeux olympiques 2024.

## Surnom et modèles
Il est surnommé El Diablito (le petit diable) en raison de la ressemblance de son nom de famille avec celui de Marco Etcheverry, un joueur bolivien surnommé El Diablo (le diable), et de son jeu, fait de dribbles « diaboliques ».
Il déclare que ses modèles sont Lionel Messi et Juan Fernando Quintero, tout en indiquant qu'il modèle son jeu selon celui de Matías Suárez,.
Avant le Superclásico d'avril 2024, Beto Márcico, pourtant ancien joueur de Boca, déclare : « Echeverri est un joueur extraordinaire. Après le départ de Messi, il sera le n°10 de l'équipe nationale. Sans aucune doute. [...] Il a un talent, un tempérament, un jeu, il n'y a personne comme lui dans le football argentin ».

## Statistiques
| Saison                | Club                  | Championnat           | Championnat | Championnat | Championnat | Coupe nationale | Coupe nationale | Coupe nationale | Coupe de la Ligue | Coupe de la Ligue | Coupe de la Ligue | Supercoupe | Supercoupe | Supercoupe | Compétition(s) continentale(s) | Compétition(s) continentale(s) | Compétition(s) continentale(s) | Compétition(s) continentale(s) | Coupe du monde des clubs | Coupe du monde des clubs | Coupe du monde des clubs | Total | Total | Total |
| Saison                | Club                  | Division              | M.          | B.          | P.d.        | M.              | B.              | P.d.            | M.                | B.                | P.d.              | M.         | B.         | P.d.       | Comp.                          | M.                             | B.                             | P.d.                           | M.                       | B.                       | P.d.                     | M.    | B.    | P.d.  |
| 2023                  | River Plate           | Primera División      | 4           | 0           | 1           | -               | -               | -               | 1                 | 0                 | 0                 | 1          | 0          | 1          | -                              | -                              | -                              | -                              | -                        | -                        | -                        | 6     | 0     | 2     |
| 2024                  | River Plate (prêt)    | Primera División      | 20          | 2           | 3           | 1               | 0               | 0               | 10                | 1                 | 3                 | 1          | 0          | 0          | CL                             | 10                             | 1                              | 0                              | -                        | -                        | -                        | 42    | 4     | 6     |
| Sous-total            | Sous-total            | Sous-total            | 24          | 2           | 4           | 1               | 0               | 0               | 11                | 1                 | 3                 | 2          | 0          | 1          | -                              | 10                             | 1                              | 0                              | -                        | -                        | -                        | 48    | 4     | 8     |
| 2024-2025             | Manchester City       | Premier League        | 1           | 0           | 0           | 1               | 0               | 0               | -                 | -                 | -                 | -          | 0          | 0          | -                              | -                              | -                              | -                              | 1                        | 1                        | 0                        | 3     | 1     | 0     |
| Total sur la carrière | Total sur la carrière | Total sur la carrière | 25          | 2           | 4           | 2               | 0               | 0               | 11                | 1                 | 3                 | 2          | 0          | 1          | -                              | 10                             | 1                              | 0                              | 1                        | 1                        | 0                        | 51    | 5     | 8     |

## Palmarès

### En club
| River Plate (3) : |
| --- |
| - Championnat d'Argentine (1) : - Champion : 2023 - Trofeo de Campeones (1) : - Vainqueur : 2023 - Supercoupe d'Argentine (1) : - Vainqueur : 2024 |

### En équipe nationale
| Argentine -17 ans :                                       | Argentine olympique :                       |
| --------------------------------------------------------- | ------------------------------------------- |
| - Coupe du monde des moins de 17 ans : - Troisième : 2023 | - Tournoi pré-olympique : - Deuxième : 2024 |